# Aqueduc romain d'Alba Fucens
L'Aqueduc romain d'Alba Fucens est un aqueduc romain datant du Ier siècle av. J.-C., à la fin de la république romaine, qui amenait l'eau de la source de Santa Jona à l'ancienne ville d'Alba Fucens, site archéologique de la commune contemporaine de Massa d'Albe, dans la province de L'Aquila, dans les Abruzzes,.

## Description
L'aqueduc romain a été construit l'ancienne ville d'Alba Fucens, fondée par les Romains comme colonie au IVe siècle av. J.-C. dans un territoire limitrophe de celui des Marses. Les infrastructures étaient nécessaires pour desservir la ville, en pleine expansion à l'époque républicaine, notamment les tabernae, le macellum et les thermes, ces derniers très probablement construits à l'époque de Sylla. Le conduit à écoulement libre a capté les eaux de la source de Santa Eugenia à 1 120 m d'altitude dans les montagnes de Magnola, près de la commune d'Ovindoli, pour les transporter le long d'un canal en hypogée d'environ 10 km, en la zone urbaine d'Alba. Dans la localité d'Arci di Massa d'Albe, après avoir traversé Forme et Fonte Capo la Maina où se trouvaient les canaux d'alimentation et de collecte, un siphon inversé, forçant le conduit, a permis à l'eau de monter à travers le specus (canal d'eau) de la petite vallée au territoire de la ville antique, située entre 950 et 1 020 m  d'altitude.